# South Australian Open
Het South Australian Open was een golfkampioenschap in Adelaide, Australië, en maakte deel uit van de Australaziatische PGA Tour.
De eerste editie van het toernooi was in 1960 op de Royal Adelaide Golf Club en werd door een amateur gewonnen, net als in 1962. In 1968 werd het toernooi uitgebreid van 36 naar 72 holes. Het werd bijna ieder jaar gespeeld. De laatste jaren telde het ook mee voor de Nationwide Tour. 
De laatste hoofdsponsor was wijnhuis Jacob's Creek. Het toernooi eindigde in een teleurstelling, omdat de lokale held een putt van nog geen twee meter op de laatste hole miste, en een Amerikaan won. Daarna lukte het niet meer om een sponsor te vinden en werd het toernooi gestopt.
| Jaar                               | Baan                     | Winnaar               | Score                 | Score                 | Prijzengeld           | Prijzengeld           |
| South Australian Open              | South Australian Open    | South Australian Open | South Australian Open | South Australian Open | South Australian Open | South Australian Open |
| ---------------------------------- | ------------------------ | --------------------- | --------------------- | --------------------- | --------------------- | --------------------- |
| 1960                               | Royal Adelaide Golf Club | W. Shephard (Am)      | 141                   | -5                    |                       |                       |
| 1961                               | Kooyonga Golf Club       | H. Threadgold         | 148                   | +4                    |                       |                       |
| 1962                               | The Grange Golf Club     | Murray Crafter        | 143                   | -1                    |                       |                       |
| 1963                               | Glenelg Golf Club        | Murray Crafter        | 148                   | +4                    |                       |                       |
| 1964                               | Royal Adelaide Golf Club | Rob Mesnil (Am)       | 145                   | -1                    |                       |                       |
| 1965                               | Kooyonga Golf Club       | Murray Crafter        | 144                   | par                   |                       |                       |
| 1966                               | The Grange Golf Club     | Brian Crafter         | 141                   | -3                    |                       |                       |
| 1967                               | Glenelg Golf Club        | J. Sullivan           | 144                   | par                   |                       |                       |
| 1968                               | Royal Adelaide Golf Club | Peter Thompson        | 293                   | +1                    |                       |                       |
| 1969                               | The Grange Golf Club     | B. Boys               | 222                   | +6                    |                       |                       |
| 1970                               | Glenelg Golf Club        | Bill Dunk             | 275                   | -13                   |                       |                       |
| 1971                               | Kooyoonga Golf Club      | Guy Wolstenholme      | 288                   | par                   |                       |                       |
| 1972                               | The Grange Golf Club     | Ted Ball              | 294                   | +6                    |                       |                       |
| 1973                               | The Grange Golf Club     | Ted Ball              | 286                   | -2                    |                       |                       |
| 1974                               | Glenelg Golf Club        | R Hore                | 288                   | par                   |                       |                       |
| 1975                               | niet gespeeld            | niet gespeeld         | niet gespeeld         | niet gespeeld         |                       |                       |
| 1976                               | Kooyonga Golf Club       | David Galloway        | 285                   | -3                    |                       |                       |
| 1977                               | Royal Adelaide Golf Club | Noel Ratcliffe        | 287                   | -5                    |                       |                       |
| 1978                               | Glenelg Golf Club        | Tony Gresham (Am)     | 282                   | -6                    |                       |                       |
| 1979                               | Glenelg Golf Club        | Peter Senior          | 282                   | -6                    |                       |                       |
| 1980                               | Kooyoonga Golf Club      | Simon Owen            | 291                   | +3                    |                       |                       |
| 1981                               | Glenelg Golf Club        | Lyndsay Stephen       | 282                   | -6                    |                       |                       |
| 1982                               | Kooyoonga Golf Club      | Graham Marsh          | 275                   | -13                   |                       |                       |
| Ford Dealers South Australian Open |                          |                       |                       |                       |                       |                       |
| 1983                               | Kooyoonga Golf Club      | Terry Gale            | 281                   | -7                    |                       |                       |
| 1984                               | Kooyoonga Golf Club      | Bob Shearer           | 286                   | -2                    |                       |                       |
| 1985                               | Kooyoonga Golf Club      | Vaughan Somers        | 284                   | -4                    |                       |                       |
| 1986                               | Kooyonga Golf Club       | Greg Norman           | 283                   | -5                    | $ 100.000             | $ 18.000              |
| West End Open                      |                          |                       |                       |                       |                       |                       |
| 1987                               | The Grange Golf Club     | Ronan Rafferty        | 280                   | -8                    | $ 100.000             | $ 18.000              |
| 1988                               | The Grange Golf Club     | Gordon Brand Jr.      | 267                   | -13                   | $ 100.000             | $ 18.000              |
| 1989                               | Royal Adelaide Golf Club | Nick Price            | 277                   | -15                   | $ 150.000             | $ 27.000              |
| 1990                               | Royal Adelaide Golf Club | Mike Harwood          | 278                   | -14                   | $ 150.000             | $ 27.000              |
| 1991                               | Royal Adelaide Golf Club | Brett Ogle            | 279                   | -13                   | $ 200.000             | $ 36.000              |
| Eagle Blue Open                    |                          |                       |                       |                       |                       |                       |
| 1992                               | Royal Adelaide Golf Club | Brett Ogle            | 280                   | -12                   | $ 150.000             | $ 27.000              |
| 1993                               | Royal Adelaide Golf Club | Wayne Smith po        | 201                   | -9                    | $ 200.000             | $ 36.000              |
| 1994                               | niet gespeeld            | niet gespeeld         | niet gespeeld         | niet gespeeld         | niet gespeeld         | niet gespeeld         |
| Ford Open Championship             |                          |                       |                       |                       |                       |                       |
| 1995                               | Royal Adelaide Golf Club |                       |                       |                       |                       |                       |
| 1996                               | Kooyonga Golf Club       | Greg Norman           | 284                   | -4                    | $ 300,000             | $ 54.000              |
| 1997                               | Kooyonga Golf Club       | Steven Alker          | 273                   | -15                   | $ 300.000             | $ 54.000              |
| 1998                               | Kooyonga Golf Club       | Stuart Bouvier        | 282                   | -6                    | $ 500.000             | $ 90.000              |
| 1999                               | Kooyonga Golf Club       | Craig Parry           | 274                   | -14                   | $ 600.000             | $ 108.000             |
| 2000                               | Kooyonga Golf Club       | Peter Lonard          | 269                   | -19                   | $ 600.000             | $ 108.000             |
| 2001                               | niet gespeeld            |                       |                       |                       |                       |                       |
| Jacob's Creek Open Championship    |                          |                       |                       |                       |                       |                       |
| 2002                               | Kooyonga Golf Club       | Gavin Coles           | 279                   | -9                    | $ 1.000.000           | $ 180.000             |
| 2003                               | Kooyonga Golf Club       | Joe Ogilvie           | 279                   | -5                    | $ 1.050.000           | $ 198.000             |
| 2004                               | Kooyonga Golf Club       | Euan Walters          | 275                   | -9                    | $ 1.050.000           | $ 198.000             |
| 2005                               | Royal Adelaide Golf Club | Steven Bowditch       | 277                   | -11                   | $ 1.000.000           | $ 180.000             |
| 2006                               | Royal Adelaide Golf Club | Paul Sheehan          | 277                   | -11                   | $ 1.000.000           | $ 180.000             |
| 2007                               | Kooyonga Golf Club       | Scott Sterling        | 276                   | -12                   | $ 600.000             | $ 108.000             |